# Paulina Veloso Valenzuela
Paulina Eliana Veloso Valenzuela (Concepción, 14 de febrero de 1957) es una abogada, académica, investigadora y política chilena, miembro del Partido Socialista (PS). Se desempeñó como ministra secretaria general de la Presidencia — siendo la primera mujer en ocupar este puesto — durante el primer gobierno de Michelle Bachelet, entre 2006 y 2007.

## Biografía
Hija del abogado, Adolfo Veloso Figueroa —quien se desempeñó como intendente de la Región del Biobío— y de la escritora, filósofa y académica de la Universidad de Concepción, Felicitas Valenzuela. Ingresó al Partido Socialista (PS), el mismo de su padre, a los catorce años de edad.
Siendo muy joven se vinculó sentimentalmente con el militante comunista Alexei Vladimir Jaccard, con quien escapó a Suiza a fines del año 1973, huyendo de la dictadura militar del general Augusto Pinochet. En ese país estudió matemáticas en la Universidad de Ginebra y contrajo matrimonio con Jaccard el 8 de enero de 1976.
En 1977 enfrentó la desaparición de Jaccard en Argentina, quien fue detenido por agentes de la Policía Federal y la Dina exterior en el marco de la Operación Cóndor. Jaccard fue trasladado a la Escuela de Mecánica de la Armada, donde fue torturado. Aunque algunas pistas indican su posterior traslado a Chile, el rastro del estudiante se perdió junto al de otros siete militantes del Partido Comunista de Chile (PC).
Volvió a Chile en el año 1979, ingresando a la carrera de derecho en la Universidad de Concepción, desde donde egresó con la distinción máxima.
Contrajo segundas nupcias con Francisco Grau Mascayano, con quién es madre de Nicolás Grau, quien fue presidente de la Federación de Estudiantes de la Universidad de Chile (FECh) entre 2005 y 2006. y actualmente ejerce como ministro de economía, bajo el gobierno de Gabriel Boric.

## Carrera profesional
Juró como abogada ante la Corte Suprema en 1987. En lo sucesivo se dedicó principalmente a la vida académica, desempeñándose en la cátedra de derecho civil en la Facultad de Derecho de la Universidad de Chile, en Santiago, desde el año[1991.
Con el regreso de la democracia a Chile a comienzos de la década de 1990 empezó a trabajar en diversos organismos públicos, tales como la Subsecretaría del Trabajo, como jefa de gabinete del subsecretario (entre 1990 y 1994), y el Servicio Nacional de la Mujer, como subdirectora (entre 1994 y 1997).
El año 2002 fue designada por el presidente de la República, Ricardo Lagos, como abogado integrante de la Corte de Apelaciones de Santiago. El año 2005 fue elegida consejera del Consejo de Defensa del Estado (CDE).
El 11 de marzo de 2006 fue designada por la presidenta Michelle Bachelet como ministra secretaria general de la Presidencia, siendo la primera mujer en ejercer dicho cargo. El 27 de marzo de 2007 fue remplazada en el puesto por el abogado socialista José Antonio Viera-Gallo.
En marzo del año 2015 volvió a la política contingente, siendo designada por la presidenta Michelle Bachelet, como una de las integrantes del «Consejo Asesor Presidencial contra los conflictos de interés, el tráfico de influencias y la corrupción» junto a otras personalidades de su país.